# مانيثون
مانيثون أو مانيتون أو مانيثو (بالإغريقية: Μανέθων)‏ كان كاهناً مصرياً من سمنود عاش في المملكة البطلمية في أوائل القرن الثالث قبل الميلاد خلال الفترة الهلنستية في عهد الملك بطليموس الثاني «حوالي 280.ق.م». كلفه بطليموس الثاني بكتابة تاريخ مصر القديمة. أخذ مانيثون هذه المهمة على عاتقه واعتمد في كتاباته على الوثائق التي خلفتها الحضارة المصرية والتي كانت تضمها دور حفظ الوثائق بالمعابد بالإضافة إلى كل ما وجده في متناول يديه من وثائق الإدارات الحكومية وغيرها. ألف كتاب Aegyptiaca (تاريخ مصر) باللغة اليونانية، وهو مصدر رئيسي لعهود ملوك مصر القديمة. لا يعرف على وجه الدقة متى انتهى من تأليف كتابه هل كان في عهد بطليموس الأول أم بطليموس الثاني، ولكن المتفق عليه تاريخيا أن انتهى من كتابه في موعد لا يتجاوز فترة حكم بطليموس الثالث.
فقدت النسخة الأصلية من تاريخ مانيتون أثناء حريق مكتبة الإسكندرية، ولم يصل من هذا التاريخ إلا مقتطفات نقلها بعض المؤرخين، ومنهم المؤرخ اليهودي يوسيفوس في كتابه «الرد على إيبيون» الذي حاول أن يدافع فيه عن اليهود ذاكراً أنهم هم الهكسوس الذين غزوا مصر بعد انهيار الدولة الوسطى. ومن المؤرخين كذلك المؤرخ الإفريقي جوليوس الذي نقل في مؤلفه بعض أسماء الملوك التي كانت مدونة في تاريخ مانيتون الأصلي.